# Andrew Gilding
Andrew Gilding (Earsham, 7 dicembre 1970) è un giocatore di freccette inglese.
Soprannominato Goldfinger, con la vittoria dello UK Open del 2023 è diventato, coi suoi 52 anni, il più anziano a vincere il suo primo trofeo in PDC.

## Palmarès

### PDC Majors
- UK Open: 1 (2023)